# Karel Maes
Karel Maes (Mol, 25 décembre 1900 - Bruxelles, 11 juillet 1974) est un artiste belge. Il est reconnu pour avoir été l'un des premiers représentants de l'abstraction géométrique en Belgique. Son œuvre fut éclectique : peinture, dessins, affiches, linos, gravures sur bois, décors de théâtre meubles, tapis, textile, vitraux. Il a épousé Stella Teirlinck, la fille de l'écrivain Herman Teirlinck. Tout au long de sa vie, il vécut et travailla à Bruxelles, Kinshasa et Koersel. Il est décédé à 73 ans.
Karel Maes étudia brièvement à l'Académie royale des beaux-arts de Bruxelles, où il rencontra René Magritte, Victor Servranckx, et Pierre-Louis Flouquet. Il trouva sa voie dans l'abstraction géométrique dans les années 1920 et il co-fonde la revue 7 arts en 1922. Il est considéré par Theo van Doesburg comme étant le seul représentant de l'art abstrait géométrique en Belgique et il est le seul belge à signer la charte « Konstruktivistische Internationale Beeldende Arbeidsgemeenschap » publiée dans la revue De Stijl. 
En 1926, il commence à se consacrer à la conception de mobilier en prenant un poste haut placé dans une entreprise de mobilier à Bruxelles.

## Vie et œuvre

### Carrière d'instituteur à Bruxelles
Karel Maes, fils de Maria Baten et Hendrik Maes, est né en 1900 à Mol près d'Anvers. Son père était graveur sur bois, antiquaire et restaurateur, et c'est dans son atelier que le jeune Karel acquit très tôt une expérience artistique. Par la suite, il prit des leçons de dessin à Anderlecht et s'inscrivit à l'Académie des Beaux-Arts de Bruxelles où il se lia d'amitié avec Pierre-Louis Flouquet, René Magritte et Victor Servranckx. À partir de 1920 il débuta une carrière d'instituteur dans une école primaire de Molenbeek-Saint-Jean et donna ensuite des cours de dessin dans un internat pour jeunes filles à Bruges. Karel Maes réalisa à l'époque des illustrations en couleur de divers livres pour enfants en les pensant comme une alternative à l'enseignement artistique de l'époque qui ne correspondait pas à l'âge et à la nature des enfants. 

### Avant-garde
Pour Karel Maes, la peinture restait prioritaire. Il rechercha à définir son propre langage pictural et trouva sa voie dans l'abstraction. Son intérêt pour le graphisme grandit également. Il commença à illustrer des recueils de poésie, des œuvres littéraire est un grand nombre de revues d'avant-garde. Il réalisa aussi des affiches de théâtre et d'exposition. À l'époque, Maes était très actif dans la vie artistique belge. Inspiré par la revue néerlandaise De Stijl, il fonda en 1922 la revue 7 Arts avec ses comparses Pierre et Victor Bourgeois, Pierre-Louis Flouquet, René Magritte et Victor Servranckx. Ce périodique était en fait l'homologue bruxellois de la revue anversoise Het Overzicht.
L'artiste fut également le membre du Kring Moderne Kunst ("cercle d'art modern" fondé par Jozef Peeters) et il fut le seul belge à signer le manifeste historique Konstruktivistische Internationale Beeldende Arbeidsgemeenschap avec Theo van Doesburg, El Lissitzky, Max Burchartz et Hans Richter, à Weimar.

### Confection de meubles
Karel Maes avait une vision très large de ce qui pouvait être considéré comme de l'art. Il expérimenta aussi bien l'art plastique (peinture, graphisme) que les arts décoratifs (confection de mobilier, vitraux, tapis, textile) au travers desquels il exprima son esthétique abstraite. À l'époque, exposa son œuvre aussi bien en Belgique qu'à l'étranger. En 1926 il épousa Stella Teirlinck et reçu grâce à son beau-père Herman Teirlinck un poste haut placé dans une entreprise de mobilier bruxelloise Atelier Victor De Gunsel,. Il y dessina lui-même des meubles ou exécuta des projets d'architectes indépendants comme Henry Van de Velde. Outre ses meubles, Maes dessina également des tapis. À la fin des années 1920, il se retira de la scène artistique et en 1929 l'artiste ouvrit sa propre entreprise de meubles. Il n'arrêta cependant pas sa production de peinture : il disait avec humour qu'il était un peintre du dimanche. Il tirait alors son inspiration de l’expressionnisme et du surréalisme, sans pour autant renier l'abstraction.

### Peine de prison
Durant la deuxième guerre mondiale, Karel Maes nourrit des espoirs pour la reconnaissance des droits des flamands en Belgique. Il sympathisa alors avec De Vlag, une organisation nationale-socialiste flamande. C'est pourquoi Maes fut emprisonné en 1944 et fut jugé trois ans plus tard pour collaboration et condamné à 8 ans de prison. Il resta emprisonné à la prison bruxelloise le petit château jusqu'à sa libération conditionnelle en 1949, et il continua à se consacrer à sa production artistique et à développer son œuvre graphique.

### Congo
Après sa libération, il décida avec sa femme et ses deux fils Jan et Piet de déménager au Congo pour y commencer une nouvelle vie. La famille s'installa à Léopoldville (actuel Kinshasa) et ouvrit un atelier de mobilier qui connut un franc succès. Après la mort de sa femme Stelle en 1963 et le retour définitif de ses fils en Belgique en 1964, Karel Maes décida de fermer son entreprise et de se consacrer pleinement à la peinture. La population et les paysages africains formèrent alors sa principale source d'inspiration. Son séjour au Congo prit fin en 1966, lorsque Karel Maes fut arrêté par les services secrets congolais, sous motif d'atteinte aux bonnes mœurs. Le fait que l'artiste faisait souvent appel à des prostituées comme modèles en était la cause. L'arrestation de Karel Maes fut apparemment une manière pour les autorités congolaises de récupérer ses terres. Quelques œuvres d'art furent également saisies. 
Après sa libération, Karel Maes passa le reste de sa vie auprès de son fils cadet Piet à Koersel. Il dessina encore en alternant entre abstraction géométrique, figuratif et abstraction-surréaliste. 
Après une longue maladie, Karel Maes décéda le 11 juillet 1974 à l'hôpital Brugmann à Bruxelles,.

## Reconnaissance
L'œuvre de Karel Maes fut en grande partie perdue. La première grande perte se produisit lorsque l'artiste déménagea au Congo. Les œuvres que l'artiste choisit pour effectuer le voyage ne survécurent pas au climat chaud et humide. La deuxième grand perte arriva lorsque les autorités congolaises saisirent certaines de ses œuvres. Depuis lors il n'y a plus trace de ces toiles. Sa série de nus furent vues pour la dernière fois par une diplomate dans la collection de Mobutu Sese Seko. 
S'il ne subsiste qu'un quart de l'œuvre de Karel Maes, c'est également parce que l'artiste est resté longtemps inconnu. La situation changea peu à peu à partir du moment où son petit-fils Herman Maes entreprit des recherches en 1982 et écrivit un exposé sur la vie et l'œuvre de Maes pour l'institut provincial d'enseignement artistique (Provinciaal Hoger Instituut voor kunstonderwijs) à Hasselt. Dix ans plus tard, en 1992, la première exposition rétrospective entièrement consacrée à l'œuvre graphique et picturale de Karel Maes fut organisée à Anvers au cercle culturel international (Internationaal Cultureel Centrum). Une deuxième exposition rétrospective suivit en 2007 au musée Félix De Boeck à Drogenbos. En 2010 l'œuvre de Maes trouva également place dans l'exposition van Doesburg & the International Avant-Garde à la Tate Modern à Londres. 

## Galerie

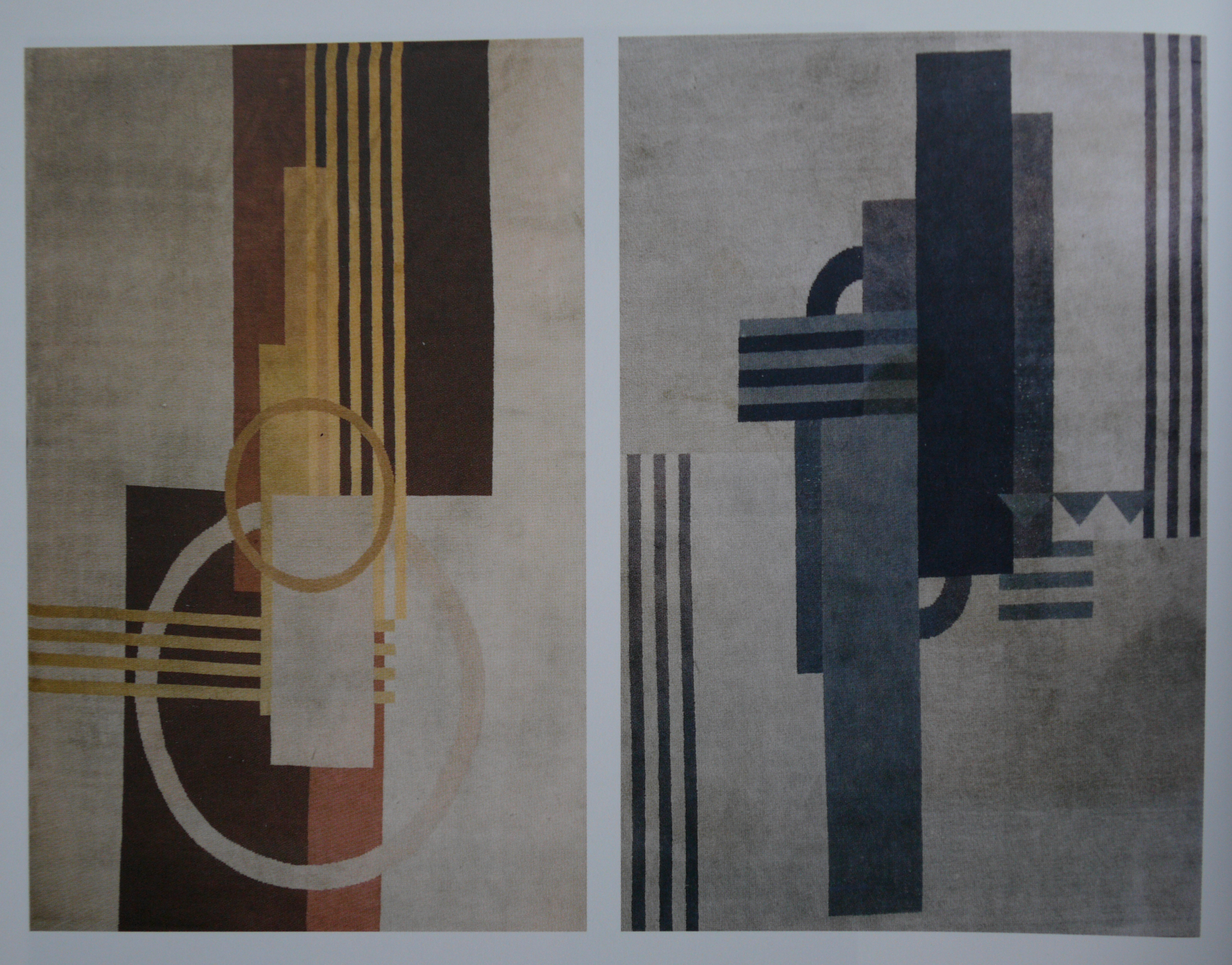
Tapis, années 1920
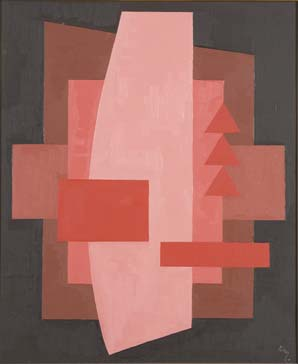
sans titre, huile sur toile, années 1920
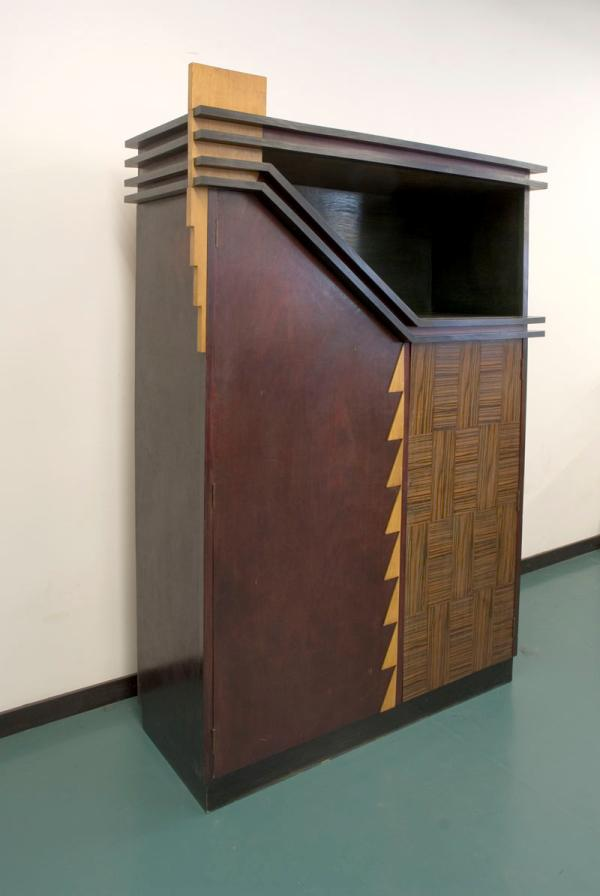
armoire, années 1920
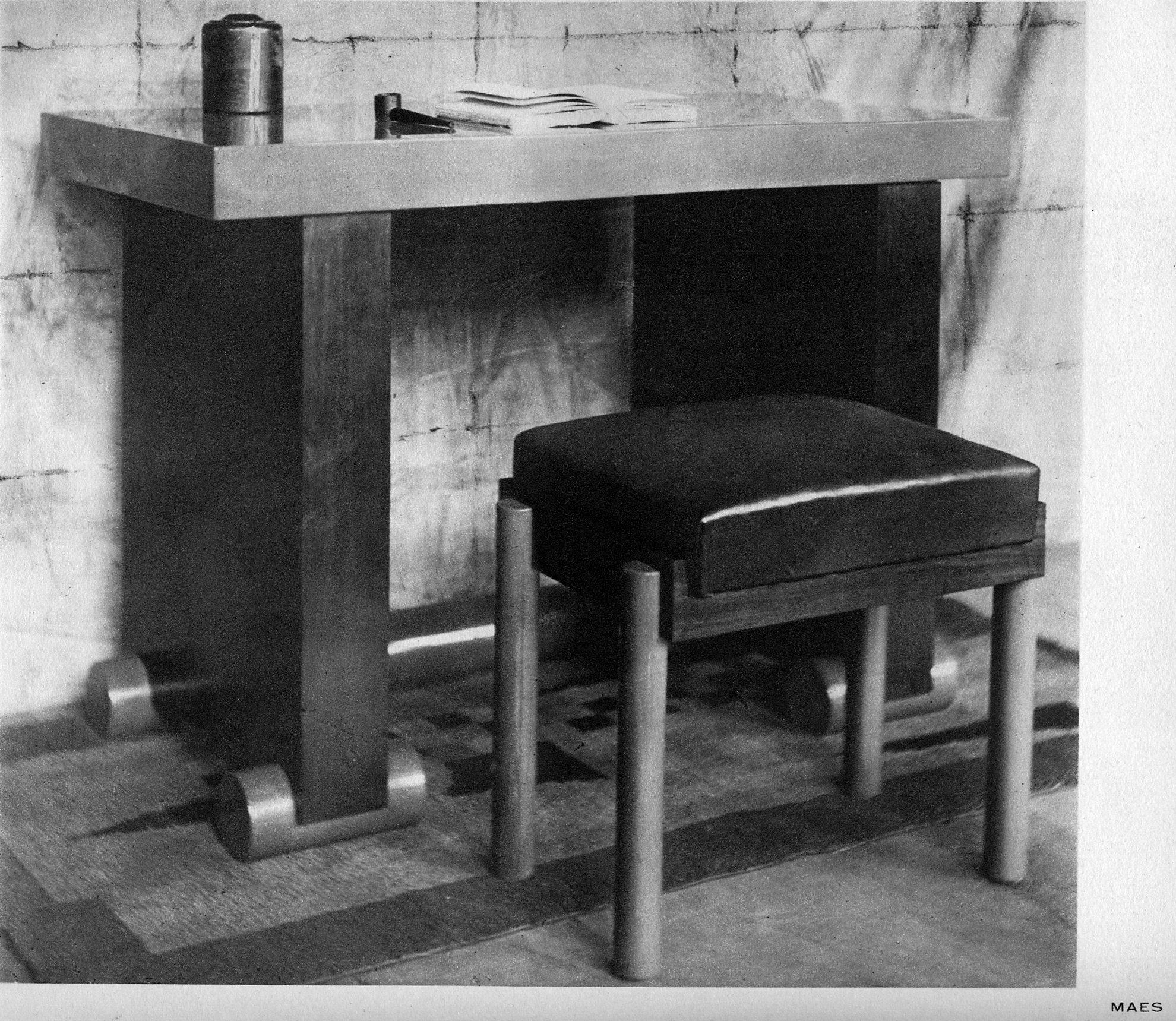
bureau, années 1920
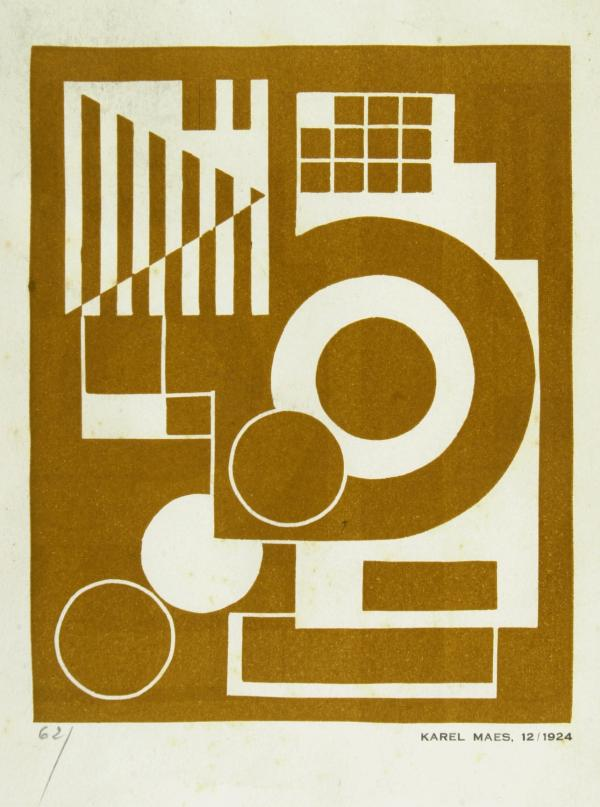
sans titre, lino, 1924
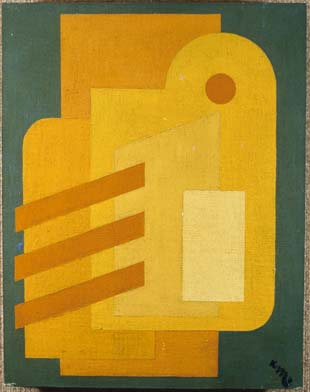
sans titre, huile sur toile, 1921
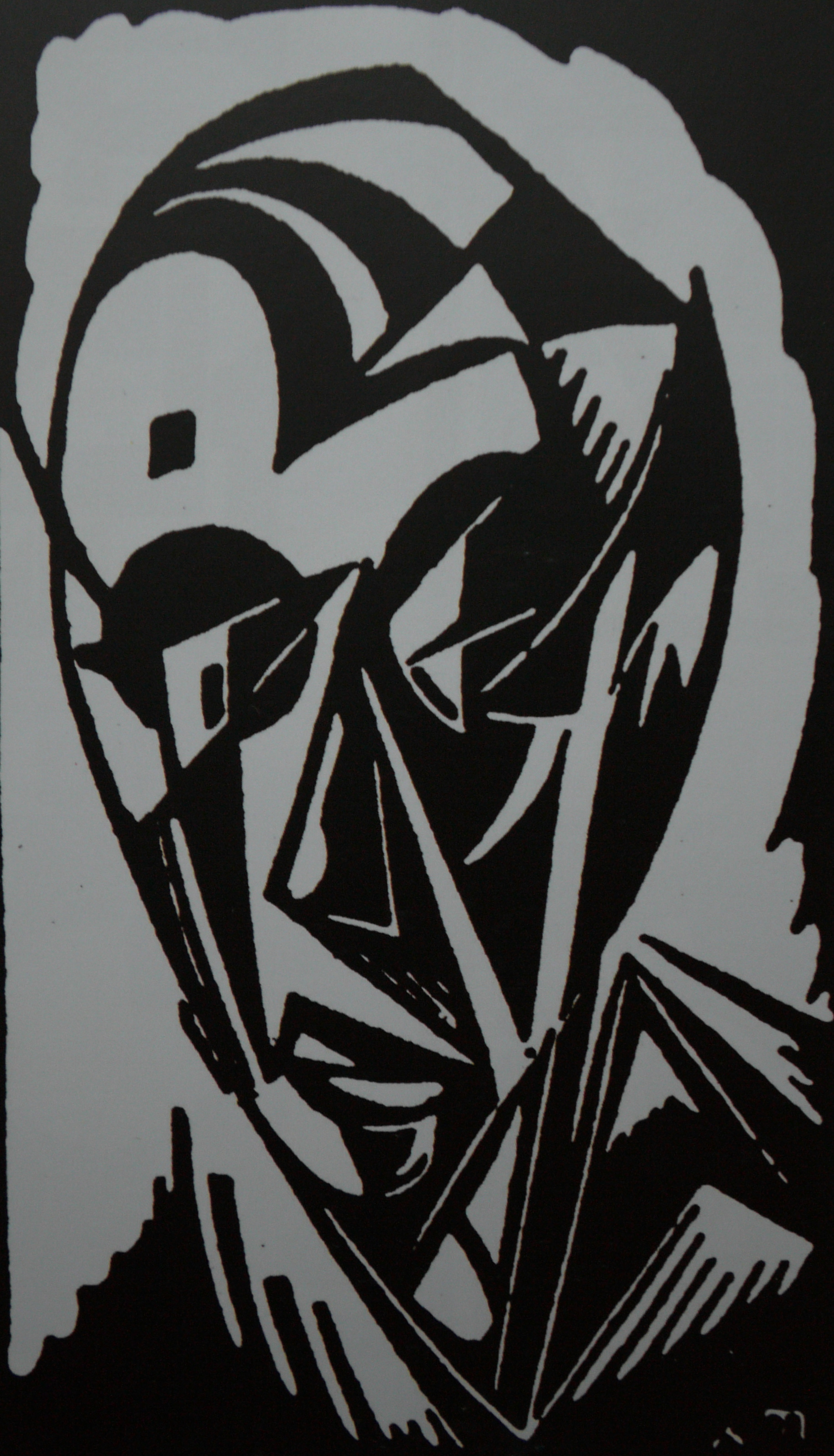
portrait d'Herman Teirlinck
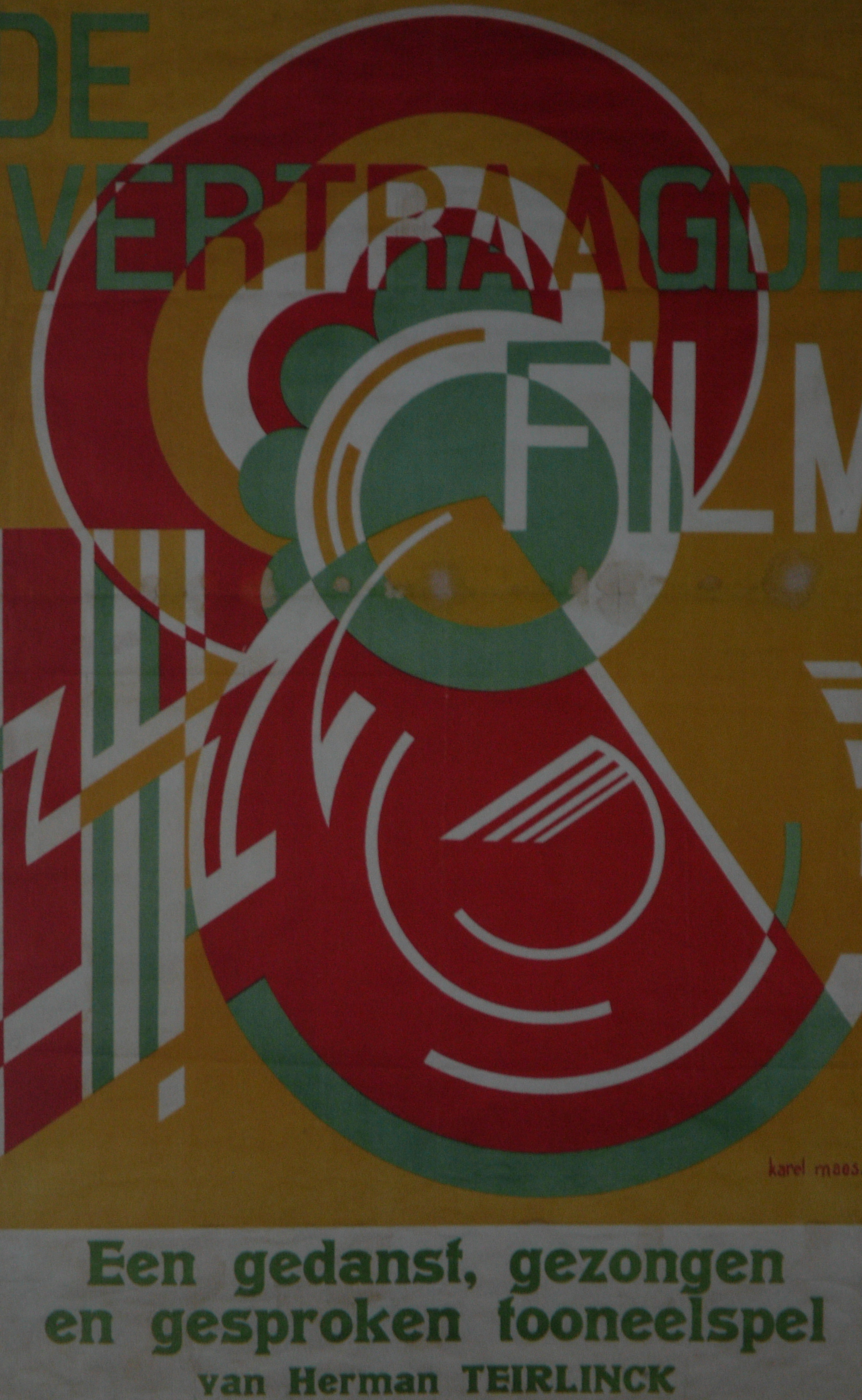
affiche de théâtre pour Herman Teirlinck
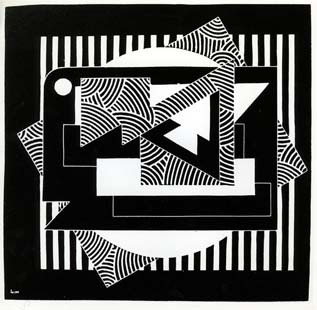
sans titre, lino, années 1920